# Cardiovascular Research
Cardiovascular Research, abgekürzt als Cardiovasc. Res., ist eine wissenschaftliche Fachzeitschrift, die vom Oxford-University-Press-Verlag im Auftrag der European Society of Cardiology veröffentlicht wird. Die erste Ausgabe erschien im Januar 1967. Derzeit erscheint die Zeitschrift monatlich. Es werden experimentelle und klinische Original- und Übersichtsarbeiten aus allen Bereichen der Herz-Kreislauf-Erkrankungen veröffentlicht.
Der Impact Factor lag im Jahr 2014 bei 5,940. Nach der Statistik des ISI Web of Knowledge wird das Journal mit diesem Impact Factor in der Kategorie Herz-Kreislaufsystem an zwölfter Stelle von 123 Zeitschriften geführt.
Chefherausgeber ist Tomasz J. Guzik.